# 로스고스스트라흐
로스고스스트라흐(러시아어: Росгосстрах)는 러시아 최대의 종합 보험 회사이다. 러시아어 이름은 "러시아 국영 보험"의 의미이다.
로스고스스트라흐는 러시아 혁명 직후인 1921년에 정부 부처로 시작, 1992년 러시아 공화국 정부 산하의 공기업이 되었으며, 2008년 민영화가 이루어졌다.